# El taller de Bazille
El taller de Bazille (en francés, L'atelier de Bazille) es una pintura del pintor francés Frédéric Bazille, creada en 1870 y conservada en el Museo de Orsay de París.

## Descripción
La obra, creada en los primeros meses del año 1870, poco antes de la prematura muerte de Bazille a finales de año en la batalla franco-prusiana de Beaune-la-Rolande, constituye "el conmovedor testamento del artista" (Museo de Orsay) y un vibrante testimonio pictórico de la afectuosa amistad que existió entre los diversos "pintores de Batignolles", denominación que hace referencia al barrio parisino donde vivieron Bazille y la mayoría de los pioneros impresionistas y sede del café Guerbois donde solían reunirse desde 1866.
La escena, como indica el título de la obra, representa un momento en el taller del artista, en el número 9 de la calle de La Condamine que compartía con Renoir. En el centro de la composición, paleta en mano, aparece la alta figura del propio Bazille (que era de complexión delgada y medía 1,88 m): como el propio pintor le explica a su padre en una carta, sin embargo, «Manet pintó mi persona». En efecto, la figura está modelada de manera fuerte y vigorosa y en un negro brillante pero delicado, característico de Manet. Junto a Bazille, se encuentra el propio Manet, observando críticamente el lienzo que descansa sobre el caballete frente a él, acompañado de Monet detrás. A la derecha, se encuentra el músico y coleccionista de arte Edmond Maître concentrado en el piano: Bazille mismo también tocaba el piano y era un devoto melómano; en la pared tras el instrumento musical, cuelga un bodegón de Claude Monet, como recuerdo imperecedero de cómo Bazille, miembro de la burguesía acomodada, le había ayudado económicamente comprando algunos de sus cuadros en una época en la que comúnmente se consideraban garabatos.
Los dos amigos que conversan a la izquierda son Émile Zola (o, quizás, Zacharie Astruc, otro crítico que gravitó hacia los impresionistas) en la escalera y Pierre-Auguste Renoir sentado debajo en una mesa. En las paredes del estudio se ven varias pinturas: a la derecha se puede reconocer sobre el sofá un boceto de La toilette, importante pintura de Bazille, mientras que en la parte superior izquierda se encuentra El pescador con una red, dos lienzos que en su momento fueron rechazados por el Salón; la gran obra arriba a la derecha es Paisaje con dos figuras de Renoir, también rechazada, de la que solo se ha conservado la parte inferior izquierda: Mujer con loro. Bazille resume así sus concepciones sobre el arte, al tiempo que aborda una mordaz crítica a la decadente hipocresía que dominaba los círculos artísticos oficiales.